# Olga Christoforowna Agrenewa-Slawjanskaja
Olga Christoforowna Agrenewa-Slawjanskaja, geborene Posdnjakowa, (russisch Ольга Христофоровна Агренева-Славянская; * 1847 im Dorf Makarino, Gouvernement Kostroma; † 20. Dezember 1920 in Jalta) war eine russische Volkskundlerin, Ethnographin und Komponistin.

## Leben
Agrenewa-Slawjanskajas Mutter S. M. Werchowskaja stammte aus einer altadligen Familie. Nach dem frühen Tod des Vaters absolvierte Agrenewa-Slawjanskaja in St. Petersburg das Smolny-Institut.
Agrenewa-Slawjanskaja war die Frau und Mitarbeiterin des Sängers und Chorleiters Dmitri Alexandrowitsch Agrenew-Slawjanski. Sie erstellte zwei Sammelbände mit den Volksliedern, die die Slawjanskaja Capella ihres Mannes sang. Sie veröffentlichte Aufsätze über Volksmusik und Volksbräuche in der Literatur- und Politik-Zeitschrift Russkaja mysl und anderen Periodika. Sie zeichnete Klagelieder und -gedichte, lyrische Lieder, Bylinen, Balladen, Märchen, Sprichwörter und geschichtliche und geistliche Lieder der Volksliedsängerin und Geschichtenerzählerin Irina Fedossowa auf wie auch Jelpidifor Barsow, Fjodor Istomin, Georg Dütsch, Pawel Rybnikow und Sergei Rybakow, was zu einer Sammlung von mehr als 30.000 Objekten führte.
Als Komponistin wurde Agrenewa-Slawanskaja durch ihre Vertonung der Romanze Elegija des Dichters Alexander Ammossow, die auch als Volkslied Chasbulat udaloi bekannt war.
Als anerkannte Ethnographin wurde Agrenewa-Slawjanskaja zum Vollmitglied der Kaiserlichen Russischen Geographischen Gesellschaft gewählt. Auch war sie Mitglied der Société des Auteurs, Compositeurs et Éditeurs de Musique in Paris, der Sociedad Geográfica Española und der Sociedade de Geografia de Lisboa.
Nach dem Tod ihres Mannes 1908 veröffentlichte Agrenewa-Slawjanskaja Erinnerungen in der Nowoje wremja.
Agrenewa-Slawjanskaja hatte 8 Kinder. Ihr Sohn Juri leitete den Teil der Slawjanskaja Capella, der nach dem Tode des Vaters 1908 aufgelöst wurde. Die Tochter Margarita leitete dann den restlichen Teil der Capella und ging am Ende der 1920er Jahre mit einigen Sängern der Capella ins Ausland, um ab 1931 Konzerte in den USA zu geben. Der Sohn Kirill wurde Komponist und Dirigent, für dessen Oper Bojarin Orscha die Mutter das Libretto nach Michail Lermontows Versepos schrieb.